# Cecilia Frode
Pia Ingela Cecilia Frode (født 14. august 1970 i Linköping) er en svensk skuespillerinde. Hun studerede på Teaterhögskolan i Malmö og dimitterede i 1994.
Frode vandt i 2003 en Guldbagge for bedste kvindelige birolle i filmen Klassefesten (2002), der er instrueret af Måns Herngren og Hannes Holm.

## Udvalgt filmografi
- Wallander: mordere uden ansigt (1995)
- En fyra för tre (tv-serie, 1997)
- Rika barn leka bäst (1997)
- Det bliver aldrig som man har tænkt sig (2000)
- Tilsammans (2000)
- Taurus (tv-serie, 2002)
- Klassefesten (2002)
- Det brænder! (tv-serie, 2002)
- Min kones første elsker (2006)
- Mäklarna (tv-serie, 2006-2024)
- Kenny begins (2009)
- Livet i Fagervik (tv-serie, 2009)
- Kommissær Speck (2010)
- Svensson, Svensson: I nöd & lust (2011)
- Stockholm Stories (2013)
- Blå øjne (tv-serie, 2014-2015)
- Springfloden (tv-serie, 2018)
- Bamse og kraftklokkerne (animationsfilm, 2018)
- Mord i Skærgården (tv-serie, 2020)
- Tillsammans 99 (2023)